# Musée de l'Ordre de la Libération
Musée de l'Ordre de la Libération (Muzeum Řádu osvobození) je muzeum v Paříži. Nachází se v pařížské Invalidovně v 7. obvodu na Boulevardu de La Tour-Maubourg. Muzeum je věnováno francouzskému vyznamenání Řád osvobození a jeho nositelům.

## Historie
Řád osvobození založil Charles de Gaulle v roce 1940 jako vyznamenání jednotlivcům i institucím, které se mimořádně zasloužily za osvobození Francie během druhé světové války.
Do roku 2008 muzeum spravovala asociace Les amis du musée de l'Ordre de la Libération-France libre, résistance, déportation (Přátelé muzea Řádu osvobození – svobodné Francie, odboje a deportací), poté dekretem strážce pečeti ministra financí byla správa muzea svěřena Řádu osvobození.

## Expozice
Expozice muzea je rozdělena do tří základních částí: France libre (zahraniční odboj), vnitřní odboj a deportace. Čestný sál muzea je zasvěcen památce generála de Gaulla, zakladatele a velmistra Řádu osvobození.